# Bolivaria brachyptera
Bolivaria brachyptera es una especie de mantis de la familia Mantidae.

## Distribución geográfica
Se encuentra en Creta, Armenia, Turquía, Mongolia,  Afganistán, Irán, Palestina, Ucrania y el sur de Kazajistán.